# Walter Grabmann
Walter Grabmann, né le 20 septembre 1905 et mort le 20 août 1992, est un militaire allemand.
Generalmajor dans la Luftwaffe pendant la Seconde Guerre mondiale, il est crédité de 7 victoires aériennes en 137 missions lors de la guerre d'Espagne.